# 롭상남스랭 어용에르덴
롭상남스랭 어용에르덴(몽골어: Лувсаннамсрайн Оюун-Эрдэнэ, 1980년 6월 29일 ~ )은 몽골의 정치인으로 2021년 1월 27일부터 2025년 6월 3일까지  몽골의 총리를 역임하였다. 국가대후랄(의회)은 2016년부터 두 번이나 선출되었다. 어용에르덴은 총리가 되기 전 2019년 2월 2일부터 2021년 1월 27일까지 몽골 정부의 장관 겸 내각 사무국장을 역임했다.

## 경력
어용에르덴은 2021년 1월 27일부터 2025년 6월 3일까지 몽골 총리로 재직 중이다. 그는 2023년 2월, 몽골 총리로서는 2011년 이후 12년 만에 공식방한하여 윤석열 대통령, 한덕수 국무총리 등을 만났다. 그는 한 총리와의 회담에서 다음과 같이 발언하였다.
"몽골 사회의 모든 변화에 있어서 한국 국민의 기여가 크다는 것을 우리 몽골 국민들이 높게 평가하고 있다. 몽골과 한국의 관계는 지금까지 정치적으로 높은 수준까지 발전했다. 앞으로 경제 분야 통상 분야 투자 분야에서 새로운 30년이 열리는 시기가 되기를 기대한다."— 어용에르덴 (2023년 2월 15일)

또한, 윤 대통령을 접견한 자리에서는 "한국을 최우선 파트너로 생각한다"고 말하며 2030년 세계 박람회의 부산 유치를 지지하는 대통령 친서를 전달하였다.